# Taupont
 Taupont  (en bretón Talbont) es una población y comuna francesa, situada en la región de Bretaña, departamento de Morbihan, en el distrito de Vannes y cantón de Ploërmel.

## Demografía
| 1437 | 1418 | 1453 | 1648 | 1853 | 1908 |
| Para los censos de 1962 a 1999 la población legal corresponde a la población sin duplicidades (Fuente: INSEE [Consultar]) |      |      |      |      |      |